# Telepatia (canção)

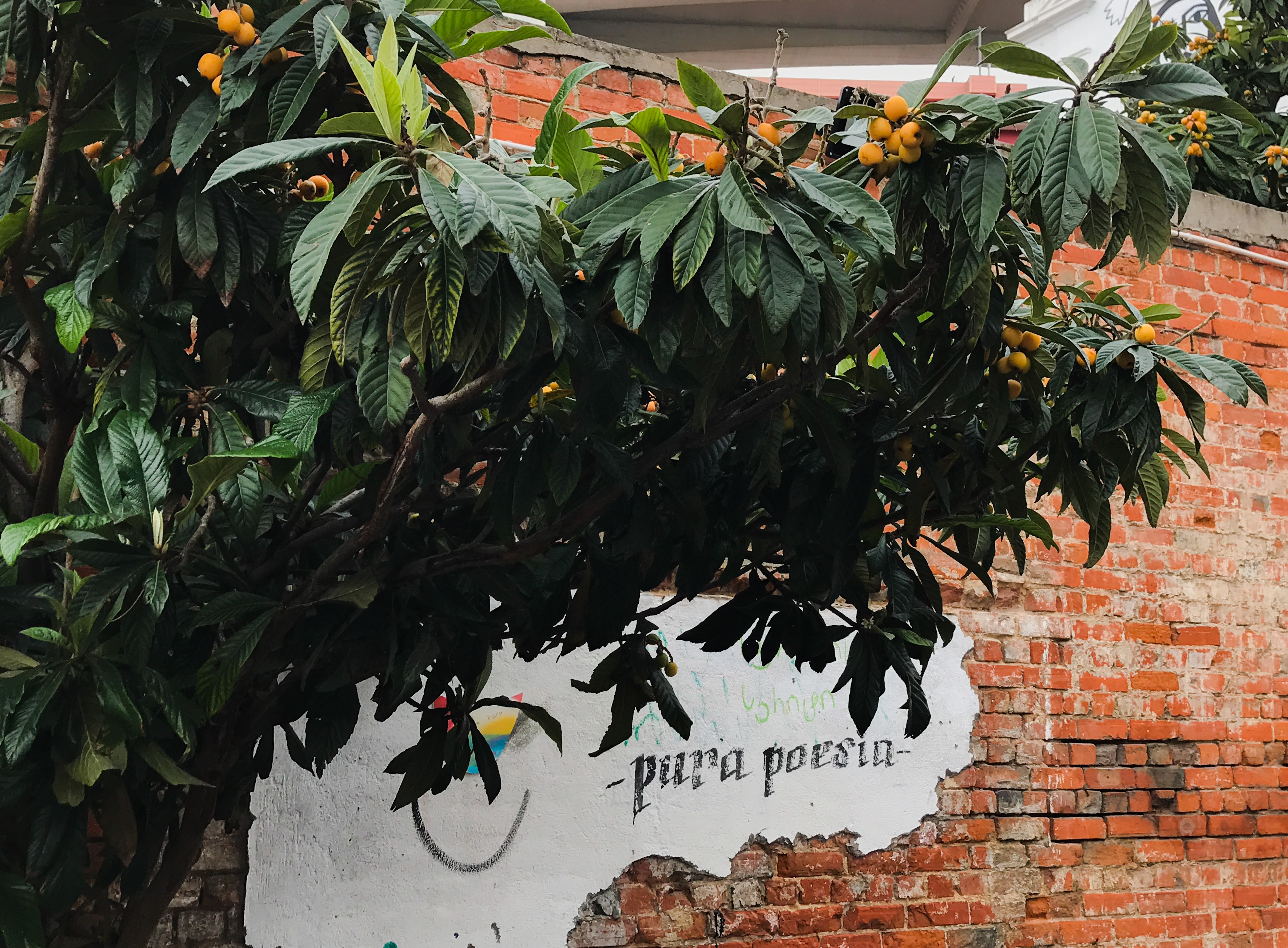
«Pura poesia»: Fragmento da letra de Telepatia em graffiti stencil fotografado no LX Factory em 2019.

Telepatia é uma canção de 1981, da cantora portuguesa Lara Li. 
Com letra de Ana Zanatti e música de Nuno Rodrigues, Telepatia é o ex libris de Lara Li e uma das músicas intemporais de Portugal.

Incluído no álbum de 1981 Água na Boca, saiu também em single com Cordão Umbilical, pela EMI.